# Xanthopastis molinoi
Xanthopastis molinoi là một loài bướm đêm trong họ Noctuidae.